# 叱罗协
叱罗协（500年—574年11月16日），本名邕，字庆和，代郡太平县（今山西省大同市）人，北魏、东魏、西魏、北周官员。

## 生平
叱罗协本名邕，与周武帝同名，后来改名。叱罗协年少时出身贫贱，曾当过州中的小吏，以恭敬谨慎而闻名，虚龄十九岁时，叱罗协为恒州刺史杨钧提拔，担任从事。北魏末年，六镇之乱，叱罗协客居冀州。冀州被葛荣包围时，冀州刺史元孚任命叱罗协为统军，将守城之事委托给他。不久冀州城被攻破，叱罗协被葛荣叛军俘虏。葛荣战败后，叱罗协侍奉汾州刺史尔朱兆，很受尔朱兆的信任厚待，因此补任录事参军。尔朱兆出任天柱大将军时，叱罗协转任天柱大将军司马，出任赵郡太守。尔朱兆与高欢初战失利，退回上党，命令叱罗协出任上郡、上党、建州、怀州、乌苏镇大行台，在建州督办军粮。后来尔朱兆派叱罗协到洛阳，与尔朱兆的叔叔们商议讨伐高欢。后来尔朱兆等人被高欢击败，回到并州，尔朱兆又命令叱罗协出任北肆州刺史。尔朱兆死后，叱罗协侍奉窦泰，窦泰对他十分礼遇。窦泰任御史中尉，任命叱罗协为治书侍御史。天平三年（ 537年 ）十二月，窦泰率军向潼关进发，叱罗协任监军。窦泰兵败自杀，叱罗协也被西魏军俘虏。宇文泰因为叱罗协在潼关很久，任命叱罗协出任大丞相府东阁祭酒、抚军将军、银青光禄大夫，叱罗协又转任录事参军、升任丞相府主簿、加通直散骑常侍、代理大行台郎中，封莎泉县开国伯。
叱罗协曾在两京任职，熟悉典章制度，又能刻苦自励，宇文泰很倚重他。然而因为叱罗协的家属还在关东，宇文泰怀疑他有留恋本土的意愿。大统四年（538年），宇文泰在河桥之战失利，叱罗协随军撤回关中，宇文泰才知道叱罗协没有二心，改封叱罗协为冠军县开国公，叱罗协转任相府属从事中郎。大统九年（543年），叱罗协担任直阁将军、恒州大中正，加都督。大统十五年（549年），叱罗协出任车骑大将军、仪同三司、大都督、散骑常侍。同年，兴州叛乱的氐族再度进犯南岐州，叱罗协派遣使者告急，南秦州刺史赵昶率领士兵前往救援，大败氐族。
大统十七年（551年），宇文泰打算征服汉中，命令叱罗协代理南岐州刺史，并节度东益州军事。西魏废帝元年（552年），叱罗协正式出任南岐州刺史。当时东益州刺史杨辟邪占据东益州反叛，有两万人马，而叱罗协只有不足三千兵马。西魏废帝二年（553年），叱罗协率领本部军队前往讨伐，进军至涪水。当时有一千氐族贼人阻断道路，破坏桥梁。叱罗协派仪同仇买等人前往讨伐攻击，贼人让开道路，叱罗协才率军缓缓推进。又有一千氐族贼人拦截攻击叱罗协，叱罗协于是率领四百人守住山谷峡路，与贼人用短兵刃接战，叱罗协也亲手斩杀三人，贼人于是畏缩后退。杨辟邪弃城逃走，叱罗协追上将其斩首，氐人全都投降，叱罗协因功加开府，仍为大将军尉迟迥的长史，率领军队讨伐巴蜀。魏军进入剑阁以后，尉迟迥命令叱罗协代理潼州刺史。
当时五城郡的氐人酋长赵雄杰等人煽动新州、潼州、始州三州的百姓反叛，聚集两万多人，在潼州南面三里，隔着涪水，占据槐林山，设置军营抗拒魏军。梓潼郡百姓邓朏、王令公等人招集一万多乡民，又在潼州东面十里的涪水北岸设置军营，响应赵雄杰，共同进逼潼州城。潼州城中粮食匮乏，军人缺少食物。叱罗协安抚内外，军民都无异心。叱罗协派仪同伊娄穆、大都督司马裔等人率领步兵和骑兵一千人，乘夜渡过涪水袭击赵雄杰，一战将其击败。王令公因为赵雄杰兵败，也丢弃军营逃回梓潼郡。王令公又与邓朏等率一万多人，在梓潼郡东南隔水设置军营，切断驿道。叱罗协派仪同杨长乐与司马裔等人率军讨伐，又派大都督裴孟尝率领一百骑兵作为后续部队，以壮大声势。裴孟尝到达梓潼后，恰遇水涨无法立即渡河。王令公、邓朏见裴孟尝骑兵少，就率领三千多人将裴孟尝的部队包围数重。裴孟尝见敌众我寡，就各自放弃战马与叛军短兵接战。从辰时打到午时，在战阵中斩杀王令公和邓朏等人。贼人失去首领，于是退散，但王令公的党羽仍然据守着原来的栅军营。裴孟尝这才渡河与杨长乐会合，接着率军进攻贼人军营，经过三天，贼人请求投降。此后又发生了数次叛乱，每次都被叱罗协派兵讨伐平定。
西魏恭帝三年（556年），宇文泰征召叱罗协入朝，谈论治理蜀中之事，因此赐叱罗协姓宇文氏，增加食邑总计一千五百户。晋公宇文护杀死孙恒、李植以后，想培植司会柳庆、司宪令狐整等人作为心腹，柳庆、令孤整都推辞自己难当重任，共同推荐叱罗协，宇文护于是在北周元年（557年）征召叱罗协入朝。叱罗协到后，宇文护让他和自己住在一起，对他寄托厚望。叱罗协非常愉快地尽心逢迎宇文护，发誓为宇文护效命。宇文护非常高兴，恨得到叱罗协太晚，随即任命他为军司马，将军事委托给他。不久叱罗协转任御正中大夫，又担任宇文护的长史，食邑增加一千户。叱罗协经常在宇文护身边，就政事陈述意见，大多都被采纳。周明帝知道叱罗协才识平庸浅薄，每次都折辱他，多次对他说：“你知道什么！”只是由于他是宇文护的亲信，难以立即废黜，周明帝只好每次都容忍了。周明帝去世后，宇文护任命叱罗协出任司会中大夫、中外府长史。叱罗协身材瘦小，气量狭窄而性情急躁，得志之后自视甚高。朝廷官员中有来请教政事的，叱罗协总是说：“你不懂，我来教你。”而他所说的话，又大多违背情理，当时的人没有不耻笑他的。
保定二年（562年），朝廷追论平定巴蜀的功劳，另外封叱罗协的儿子叱罗金刚为显武县开国侯，食邑一千二百户，又将蜀中食邑一千户，收其租赋的一半给叱罗协。宇文护因为叱罗协对自己竭尽忠诚，常常提携奖励他，叱罗协考核连获上中等，赏赐给他粟帛。叱罗协升任少保，转任少傅，进位大将军，封南阳郡公，兼任营作副监。宫殿落成以后，叱罗协因被封为洛邑县公，爵位转授一个儿子。叱罗协受到宇文护重用，希望与皇室联姻，于是在天和元年（566年）请求恢复旧姓叱罗氏。宇文护代他奏请，周武帝同意。叱罗协的儿子叱罗金刚娶谯王宇文俭之女。天和六年四月庚子（571年6月1日），叱罗协升任柱国，仍为中外府长史、司会中大夫，总六府，宇文护觉得叱罗协年老，允许他退休。叱罗协贪图荣禄，不肯告退。建德元年（572年），宇文护被诛杀，叱罗协被免官除去名籍。
建德三年（574年），周武帝因叱罗协是老臣，任命叱罗协为车骑大将军、仪同三司、屯田总监，周武帝常常与他谈论往事。建德三年十月十七日（574年11月16日），叱罗协在私人住宅中去世，虚岁七十五，建德四年三月五日（575年4月1日）葬于中原乡。周武帝诏令赠予使持节、骠骑大将军、开府仪同三司、大都督、淅洛丰三州诸军事、三州刺史、荆州南阳郡开国公，食邑一千户，谥号恭。儿子叱罗金刚继承了爵位。

## 家庭

### 祖父
- 叱罗兴，北魏西部护军[1]

### 父亲
- 叱罗珍业，北魏代郡太守、梁州刺史、车骑大将军、仪同三司、散骑常侍[1]

### 子女
- 叱罗金刚，显武县开国侯[1]
- 叱罗山根[1]
- 叱罗石柱[1]
- 叱罗玉良[1]
- 叱罗铁柱[1]
- 罗氏，嫁隋朝上开府仪同三司、石州诸军事、石州刺史、阳林县公长孙璬[20][21]